# Portugalská hokejová reprezentace

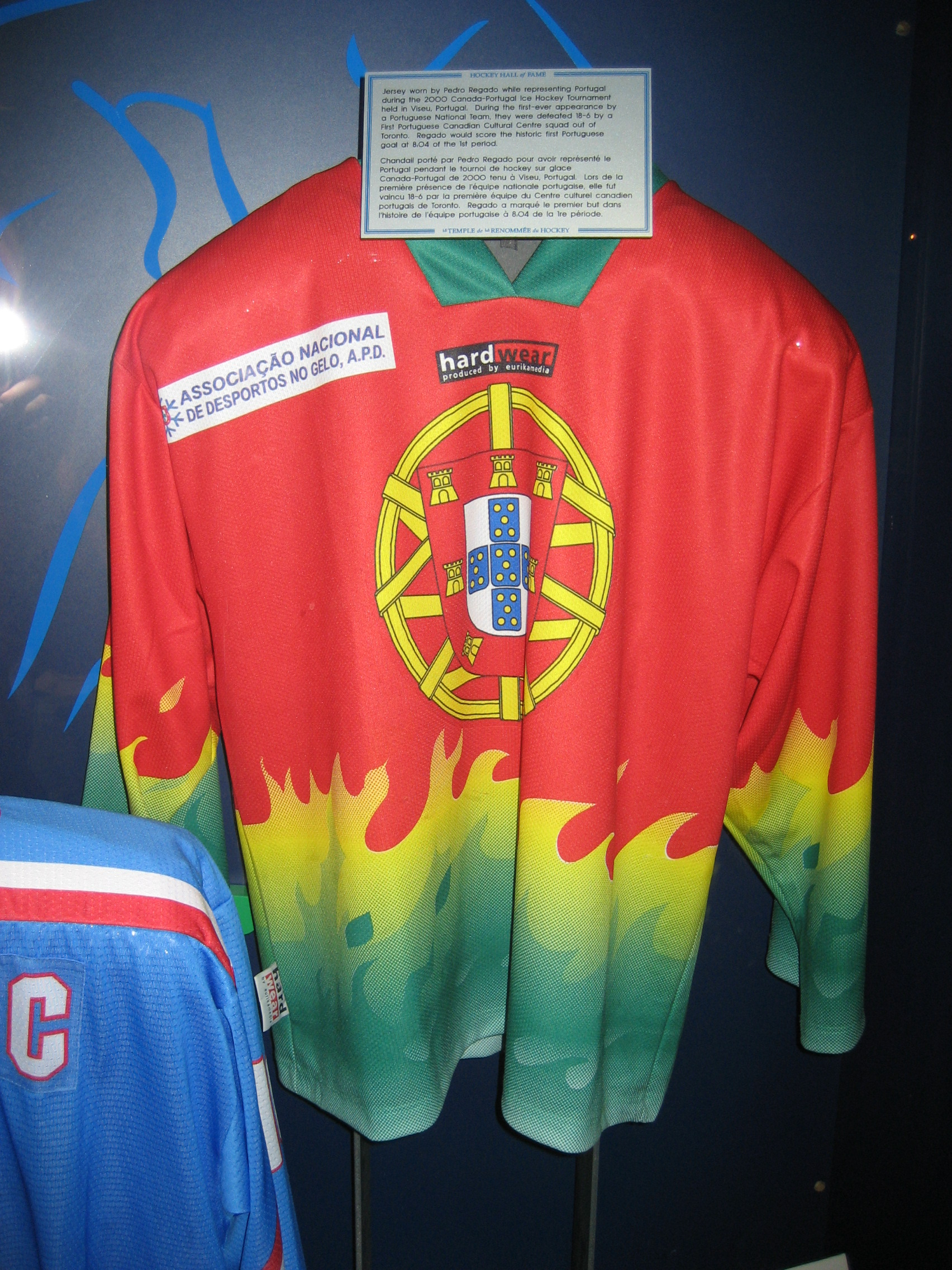
Dres portugalské hokejové reprezentace

Portugalská hokejová reprezentace je hokejový tým Portugalska. Od 13. května 1999 je  přidruženým členem Mezinárodní hokejové federace. Lední hokej v Portugalsku řídí Portugalská federace zimních sportů.
21. - 23. června 2000 sehrála hokejová reprezentace Portugalska v Palácio do Gelo v Viseu první tři zápasy ve své historii. Tým se skládal z bývalých emigrantů žijících ve Spojených státech a Kanadě, kde hrají hokej. Všechny tři zápasy byly sehrány s výběrem z Kanady. Tento turnaj měl za úkol zviditelnit lední hokej v Portugalsku, dále upozornit na portugalsko-kanadskou komunitu, přilákat nové hráče a upevnit spolupráci Portugalska a Kanady na poli ledního hokeje.
Portugalsko se na mezinárodní scénu vrátilo v roce 2015, když odehrálo dvě exhibice proti Českým lvům
29. září až 1. října roku 2017 se zúčastnila ve městě Canillo v Andoře turnaje Development Cup 2017. Skončila v něm na třetím místě, když prohrála s Irskem 4:9 a Marokem 2:11 a zvítězila s Andorrou ve skupině 3:2 i zápase o 3. místo 5:3.
19. - 21.1. 2018 se Portugalsko zúčastnilo turnaje Development Cup 2018 který se konal v Německém Füssenu. Portugalsko na turnaji vyhrálo s Andorrou 11:2, Irskem ( ve skupině 12:4 a semifinále 10:1) a prohrálo se Severní Makedonií (ve skupině 4:5 a ve finále 3:9). Na turnaji skončilo Portugalsko na 2. místě, a vylepšilo tím rok staré 3. místo z tohoto turnaje.
4. - 7.5. 2022 se Portugalsko zúčastnilo turnaje Development Cup 2022 který se konal v Německém Füssenu. Portugalsko na turnaji  prohrálo s Kolumbií 3:15, Lichtenštejnskem 0:3, Alžírskem 1:9, Andorrou 0:13, Irskem 4:12 a skončilo bez bodu na posledním šestém místě.
Portugalsko se také účastnilo od roku 2016 menších turnajů s klubovými týmy v Praze, Elvas, Nijmegenu a Granadě (3x).
První mezinárodní zápas odehrálo Portugalsko 29.9.2017  Andorra – Portugalsko 2:3 na Development Cup 2017 v Canillo, Andorra.
Nejvyšší výhry byly 19.11.2018  Andorra – Portugalsko 2:11 a 20.11.2018 Irsko – Portugalsko 1:10 na Development Cup 2018 ve Füssenu, Německo.
Nejvyšší prohry Portugalska 4.5.2022 Kolumbie – Portugalsko 16:3 a 6.5.2022 Andorra – Portugalsko 13:0 na Development Cup 2022  ve Füssenu, Německo.